# Śiwalinga

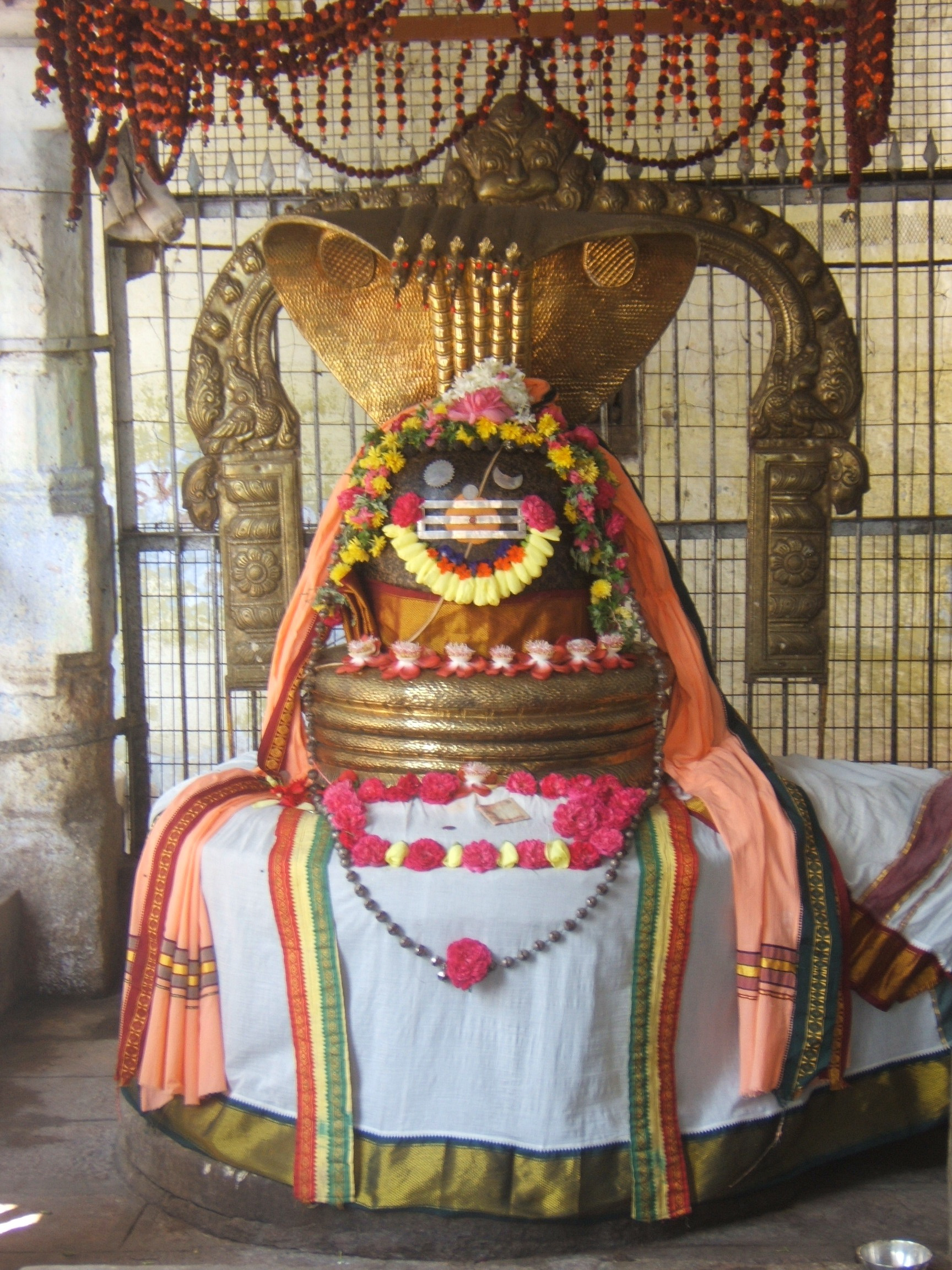
Śiwalingam w świątyni Jambukesvara w Srirangam

Śiwalinga – symboliczny obiekt kultu religijnego dla śiwaitów. Linga podobnie jak i naczynia z ogniem ofiarnym, stanowi centralną część ołtarza w ich świątyniach.
Budowę, znaczenie i oprawę liturgiczną lingamów opisuje tekst Lingapurany.

## Forma
W wersji kultowej w świątyniach Boga Śiwa i Bogini Śakti, lingam to pionowo ustawiony słup zaokrąglony u góry na podstawce odprowadzającej wodę z rytuałów obmywania, charakterystycznych dla liturgii hinduistycznej.

## Kult
- Dwanaście świątyń śiwaickich (zlokalizowanych częściowo poza Indiami) zawierających dźjotirlingamy jest szczególnie częstym celem pielgrzymek.
- Lingajaci czczą Śiwę, nosząc niedużego rozmiaru lingę na szyi.